# Жила В'ячеслав Миколайович (режисер)
В'ячеслав Миколайович Жила (нар. 8 лютого 1961, м. Київ) — український режисер театру та кіно, актор, педагог. Народний артист України (2024). Заслужений діяч мистецтв України (2009). Лавреат всеукраїнських та міжнародних конкурсів. Батько В'ячеслава та Олександра Жилів.

## Життєпис
В'ячеслав Жила народився 8 лютого 1961 року в Києві.
Закінчив акторський (1985, клас Анатолія Решетникова) і режисерський (клас Сергія Данченка і Ростислава Коломійця) факультети Київського театрального інституту ім. І. Карпенка-Карого. Працював актором Чернігівського українського музично-драматичного театру (1985—1989). Від 1988 — актор, від 1994 — режисер-постановник, певний період[джерело?] — заступник художнього керівника з творчих питань Тернопільського обласного драматичного театру ім. Т. Шевченка (нині академічний театр).
Від 1994 — викладач майстерності актора на театральному відділенні Тернопільського музичного училища (нині мистецький фаховий коледж імені Соломії Крушельницької).

## Творчість
У доробку має більше 100 вистав у театрах України і Польщі. Автор восьми п'єс[джерело?].

### Режисер-постановник
У театрі:
- «Екскоріал» М. Гельдерода,
- «Каліґула» А. Камю (1994),
- «Недоумкуватий Журден» М. Булгакова (1995),
- «Ніч на полонині» О. Олеся,
- «Ніч перед Різдвом» за М. Гоголем (1997, автор інсценізації),
- «Ромул Великий» Ф. Дюрренматта,
- «Одруження» і «Ревізор» М. Гоголя (1998, 2001),
- «Старомодна комедія» О. Арбузова (1999),
- «Русалчина ніч» за М. Гоголем, «Будьте здорові» Р. Шено (2000; 2001, м. Рівне),
- «Снігова королева» Є. Шварца (2002, м. Чернівці).

У кіно:
- «Жага неба» (2016).

Вистави були представлені на міжнародному фестивалі в м. Ліверпуль (1994, 1996, 1997, 2003; Велика Британія), серед них «Гуляння» за С. Мрожеком визнана «перлиною фестивалю» (1994). Також вони отримали перші премії на фестивалях «Тернопільські театральні вечори» (1999, краща режисура — «Ромул Великий» Ф. Дюрренматта; 2000, «Коханий нелюб» Я. Стельмаха; 2002, «Ромео і Джульетта» В. Шекспіра; 2003, «Не судилось» М. Старицького), «Прем'єри сезону» в Івано-Франківську (2001, «Коханий нелюб»; 2002, «Ромео і Джульетта»;
2003, «Не судилось»). На фестивалі комедії в Чернівцях (2004) — краща вистава «Аут в готелі» Р. Куні.

### Ролі в театрі
- Лаерт, «Гамлет», В. Шекспіра,
- Сергій, «Провінціалки» Я. Стельмаха,
- Полковник Самойлович, «Гетьман Дорошенко» Л. Старицької-Черняхівської,
- Панчоха, «Наливайко» В. Гримича.

### Фільмографія
- «Трамвай ішов на фронт» — лейтенант (1984),
- «Проти місяця» — Віктор,
- «Час збирати каміння» — капрал (1992—1996);
- «Господарі» — журналіст,
- «Я все тобі доведу» (2019),
- «Червоний. Без лінії фронту» (2020)[джерело?],
- «Дон Жуан із Жашкова» (2022)[джерело?],
- «Киснева станція» (2022)[джерело?].

## Нагороди
- Народний артист України (23 серпня 2024) — за значні заслуги у зміцненні української державності, мужність і самовідданість, виявлені у захисті суверенітету та територіальної цілісності України, вагомий особистий внесок у розвиток різних сфер суспільного життя, сумлінне виконання професійного обов'язку[1];
- Заслужений діяч мистецтв України (1 грудня 2009) — за значний особистий внесок у соціально-економічний та культурний розвиток Тернопільської області, вагомі досягнення у праці та з нагоди 70-річчя утворення області[2][3]
- Відзнаки Міністерства культури України (2000), Національної академії мистецтв України (2004).